# Campo de Aviación, Oaxaca
Campo de Aviación är en ort i Mexiko.   Den ligger i kommunen Heroica Ciudad de Tlaxiaco och delstaten Oaxaca, i den sydöstra delen av landet, 290 km sydost om huvudstaden Mexico City. Campo de Aviación ligger 2 093 meter över havet och antalet invånare är 314.
Terrängen runt Campo de Aviación är kuperad. Runt Campo de Aviación är det ganska glesbefolkat, med 22 invånare per kvadratkilometer. Närmaste större samhälle är Heroica Ciudad de Tlaxiaco, 3,2 km norr om Campo de Aviación. I omgivningarna runt Campo de Aviación växer huvudsakligen savannskog.